# تپه کودزر۱
تپه کودزر۱ مربوط به دوره اشکانیان است و در شهرستان اراک، بخش مرکزی، دهستان مشهد میقان، روستای مشهد الکوبه واقع شده و این اثر در تاریخ ۱۸ اسفند ۱۳۸۷ با شمارهٔ ثبت ۲۵۰۱۸ به‌عنوان یکی از آثار ملی ایران به ثبت رسیده است.